# 謝應典
謝應典（1546年—？），字道揚，號鳳池，福建興化府莆田縣人，軍籍，明朝政治人物。

## 生平
萬曆四年（1576年）丙子科順天府鄉試第十三名。萬曆五年（1577年），聯捷進士第三甲第一百零四名。曾官廣東潮陽縣知縣。

## 家族
曾祖父謝肇脩；祖父謝貴安；父親謝成德。母鄭氏。永感下。弟應昌。